# Piłka nożna w Islandii

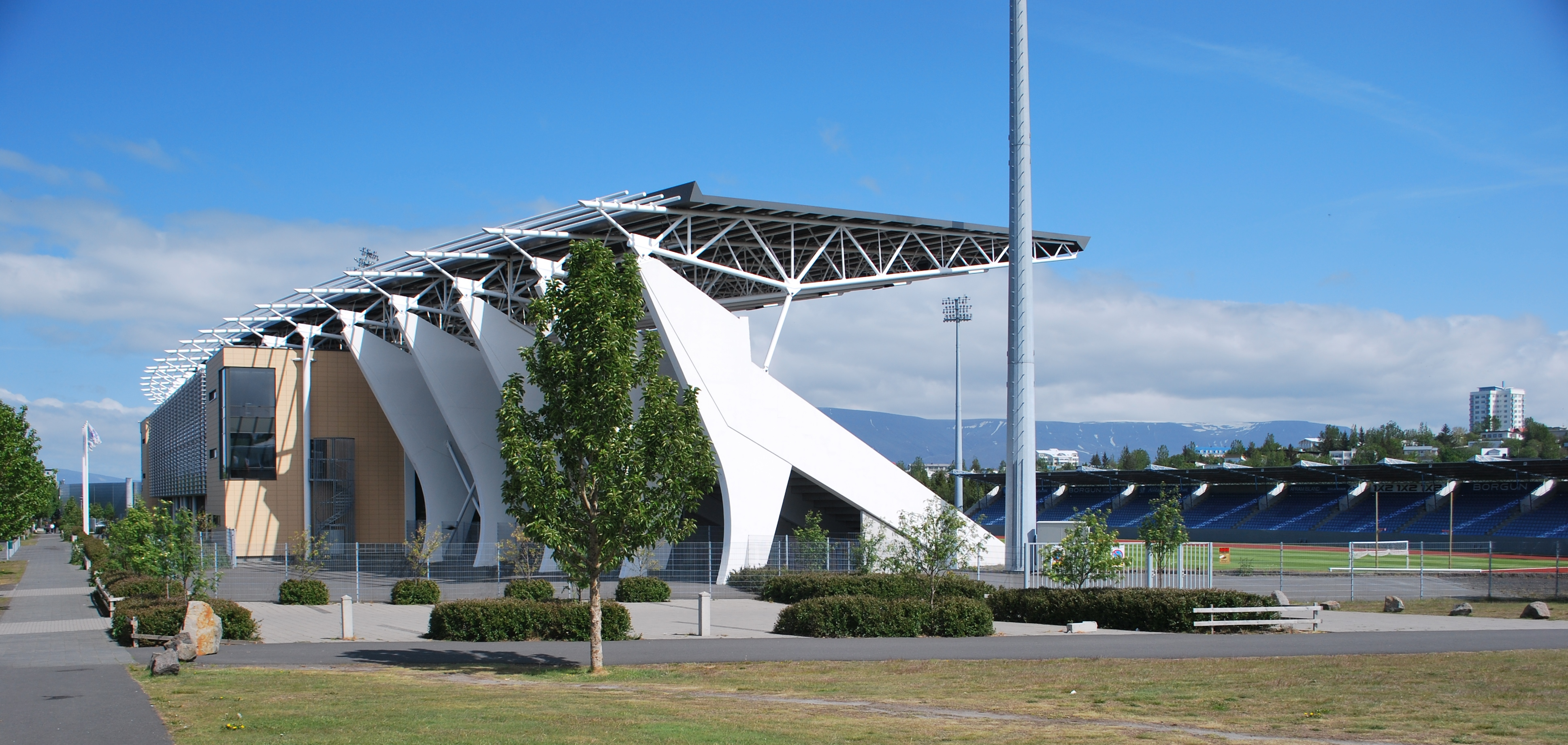
Laugardalsvöllur, arena domowa reprezentacji narodowej

Piłka nożna (isl. Fótbolti ˈfouːt.pɔl̥tɪ) jest najpopularniejszym sportem w Islandii. Jej głównym organizatorem na terenie Islandii pozostaje Knattspyrnusamband Íslands (KSÍ).
Według stanu na 1 listopada 2021 roku Birkir Bjarnason i Rúnar Kristinsson mają odpowiednio 105 i 104 występów reprezentacyjnych, a Kolbeinn Sigþórsson strzelił 26 bramek w barwach reprezentacji Islandii. Najbardziej znanym piłkarzem Islandii jest Eiður Guðjohnsen, który zdobył dwa tytuły Premier League z Chelsea F.C., a także La Liga, Copa del Rey i tytuł Ligi Mistrzów z FC Barcelona.
W islandzkiej Úrvalsdeild grają takie utytułowane kluby, jak Reykjavíkur, Valur Reykjavík, Fram i Akraness.

## Historia

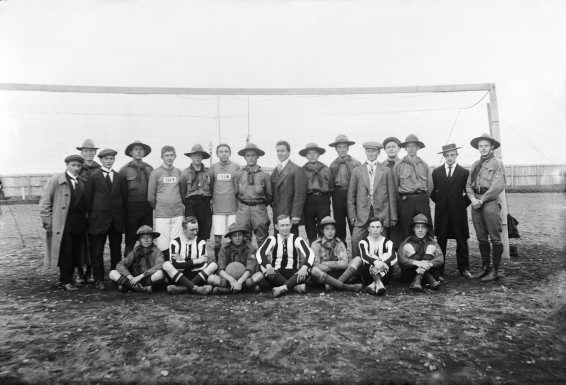
Drużyna Fram Reykjavík w 1913 roku.

Piłka nożna zaczęła zyskiwać popularność w Islandii pod koniec XIX wieku. W 1899 roku w Reykjavíku powstał pierwszy islandzki klub piłkarski FT Reykjavík. W sezonie 1912 startowała pierwsza edycja rozgrywek o mistrzostwo kraju. W Meistaraflokkur 3 drużyny walczyło systemem ligowym o tytuł mistrza kraju. W kolejnych dwóch sezonach do rozgrywek zgłosił się tylko jeden klub Fram Reykjavík, której przyznano tytuł mistrza Islandii.
Dopiero po zakończeniu II wojny światowej 26 marca 1947 roku została założona islandzka federacja piłkarska – KSI. W 1955 liga zmieniła nazwę na 1. deild.
Rozgrywki zawodowej Úrvalsdeild zainaugurowano w 1997 roku.

## Format rozgrywek ligowych
W obowiązującym systemie ligowym trzy najwyższe klasy rozgrywkowe są ogólnokrajowe (Úrvalsdeild, 1. deild, 2. deild). Dopiero na czwartym poziomie pojawiają się grupy regionalne.

## Puchary
Rozgrywki pucharowe rozgrywane w Islandii to:
- Puchar Islandii (Bikar karla),
- Puchar Ligi Islandzkiej (Deildabikar),
- Superpuchar Islandii (Meistarakeppni KSÍ) – mecz między mistrzem kraju i zdobywcą Pucharu.